# Caroline Sutorius
Caroline Sutorius, verheiratete Caroline Baison (* 1810 in Berlin; † 14. Februar 1875 in München) war eine deutsche Theaterschauspielerin.

## Leben
Sutorius machte ihre ersten theatralischen Versuche am Königstädter Theater ihrer Vaterstadt, war dann in Leipzig und Dresden engagiert, wo sie das Fach der naiven Liebhaberinnen bekleidete und besonders in den Raimundschen Werken gefiel, kam 1831 ins Engagement nach Hamburg, wo sie bis 1850 verblieb, während dieser Zeit jedoch größere Gastspielreisen unternahm und auch drei Jahre (1841 bis 1844) am Stadttheater in Frankfurt (Debüt: „Gabriele“, „Frau vom Preßle“, „Frau von Schlingen“) wirkte. 1850 zog sie sich von der Bühne zurück und starb fast völlig erblindet in München am 14. Februar 1875.
Sutorius war mit dem Schauspieler Jean Baptist Baison ab 1836 verheiratet. Mit diesem hatte sie die drei Töchter Anna, Auguste und Caroline, die alle ebenfalls Schauspieler wurden.